# Tyler Glenn
Tyler Aaron Glenn (28 de novembre de 1983) és una cantautor estatunidenc, conegut per ser el vocalista i teclista de la banda de rock Neon Trees i com a artista en solitari.

## Biografia
Com adolescent, Glenn va estudiar a l'institut Chaparral de Temecula (Califòrnia). Va ser membre de l'Església de Jesucrist dels Sants dels Darrers Dies. Després de la secundària, va servir en una missió mormona a Nebraska.
Els orígens del grup Neon Trees es troben al sud de Califòrnia, on el 2004 el pare de Glenn va suggerir-li que s'unís amb el guitarrista Chris Allen, fill d'un dels amics del pare de Glenn. El 2005 es van traslladar a Provo (Utah) i el 2007 van fundar formalment Neon Trees amb el baixista Branden Campbell i el bateria i vocalista Elaine Doty (ara Elaine Bradley). La banda es va fer molt coneguda en l'escena musical al voltant de Provo i Salt Lake City.

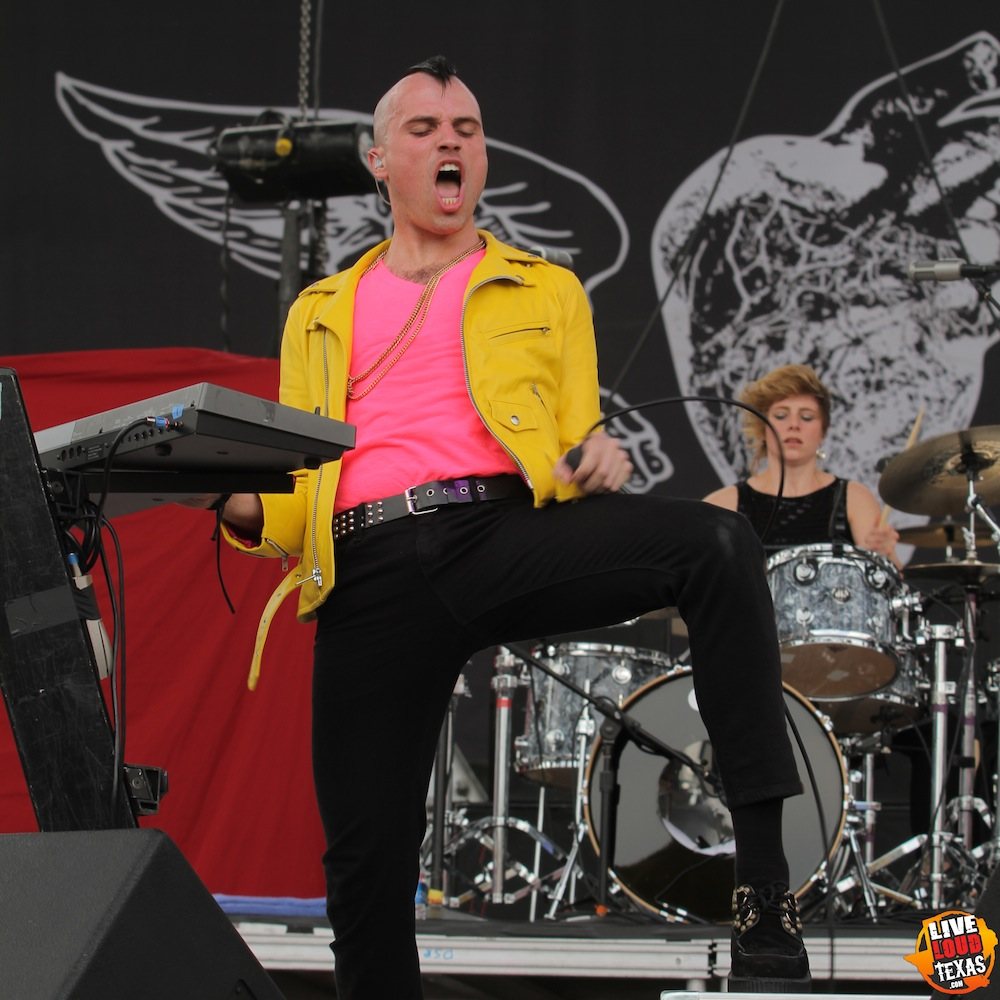
Tyler Glenn cant a l'Edgefest de Frisco (Texas) el 2011.

El 2007 Ronnie Vannucci Jr., bateria de The Killers, que coneixia Campbell d'una banda anterior, va veure un concert de Neon Trees a Las Vegas i va quedar impressionat. Per això, el 2008, The Killers va convidar la banda a obrir la seva gira per Amèrica del Nord.
Neon Trees va llançar el seu primer àlbum de llarga durada, Habits, el 2010. Una de les cançons d'aquest àlbum, "Animal", que Glenn va coescriure, va assolir el número u de la llista de cançons alternatives de Billboard. Una segona cançó coescrita per Glenn, "Everybody Talks", de l'àlbum Picture Show (2011), també va ser un dels 10 millors èxits el 2012.
En 2014 Glenn va ser actuar com a veu principal en la cançó "Born to Run", de l'àlbum de debut d'Afrojacks Forget the World. El 2015 Glenn es va unir al supergrup de música de festa Band of Merrymakers per al seu àlbum Welcome to Our Christmas Party.
El 28 d'abril de 2016 Glenn va llançar el seu primer senzill en solitari, "Trash", d'estil electropop. El vídeo de la cançó es va estrenar l'endemà a la revista Rolling Stone. En el vídeo, Glenn beu d'una ampolla d'alcohol, escopint en una imatge alterada de Joseph Smith, fent senyals amb les mans al temple de l'Església Mormona, i pintant una "X" vermella a la seva cara. El vídeo va generar controvèrsia immediatament entre els mormons i a molts d'ells els va semblar ofensiu. Glenn va publicar un disc en solitari titulat Excommunication el 2016.

## Vida personal
En el número del 10 d'abril de 2014 de la revista Rolling Stone, Glenn va fer pública la seva homosexualitat, i va parlar sobre el fet d'haver mantingut la seva sexualitat en secret durant tota la seva vida. Glenn va afirmar que sabia des de petit que era gai, però que havia mantingut la seva sexualitat un secret fins aleshores. "Em vaig sentir atret per nois a l'institut, però mai va ser una cosa aclaparadora fins als meus vint anys", va admetre. "Llavors sortia amb noies i m'agradava el meu amic heterosexuals, i va ser la pitjor sensació del món", va dir a la revista Rolling Stone.
Pel que fa a la seva fe mormona, Glenn va declarar en una entrevista el 2012: "La forma en què em van criar i el fet de fer-me preguntes, i allunyant-me de moltes de les meves curiositats amb les drogues i l'alcohol, crec que em va ajudar a mantenir encara més estabilitat quan no estic fora de control". S'ha informat àmpliament que Glenn i els altres membres de Neon Trees no beuen alcohol ni consumeixen altres drogues. L'Església Mormona ha tingut una política duradora que fa que el matrimoni homosexual sigui fonament per apostatar. Pensant amb les famílies homoparentals, l'església va anunciar que prohibiria que els fills de parelles homosexuals casades fossin batejats fins que no superessin els 18 anys. Aquest anunci va provocar que Glenn investigués la història de l'església i va arribar a la conclusió que ja no creia que fos verdadera i que no s'identificava més com a mormó, tot i que no hi ha renunciat.

## Cançons
| Any  | Artista                | Cançó                     | Coescrita amb                                                                                   | Posició als EUA | Posició al Regne Unit |
| 2009 | Neon Trees             | "Animal"                  | Tim Pagnotta, Chris Allen, Branden Campbell, Elaine Bradley                                     | 13              | 40                    |
| 2010 | Neon Trees             | "1983"                    | –                                                                                               | –               |                       |
| 2010 | Neon Trees             | "Your Surrender"          | S*A*M and Sluggo                                                                                | –               | —                     |
| 2011 | Neon Trees             | "Everybody Talks"         | Tim Pagnotta                                                                                    | 6               | –                     |
| 2012 | Kaskade ft. Neon Trees | "Lessons in Love"         | Ryan Raddon, John B. Hancock, Finn Bogi Bjarnson, Chris Allen, Branden Campbell, Elaine Bradley | –               | —                     |
| 2014 | Neon Trees             | "Sleeping with a Friend"  | Tim Pagnotta                                                                                    | -               | -                     |
| 2015 | Neon Trees             | "Songs I Can't Listen To" | 85                                                                                              | -               |                       |

## Discografia
- Excommunication (2016)

### Neon Trees
Àlbums d'estudi
- Habits (2010)
- Picture Show (2012)
- Pop Psychology (2014)

### Artista destacat
| Títol         | Any  | Altres artistes | Àlbum            |
| ------------- | ---- | --------------- | ---------------- |
| "Born To Run" | 2014 | Afrojack        | Forget The World |
| "Ender"       | 2014 | Cory Layton     | Ender            |
| "Wild"        | 2015 | Santana         | Cap àlbum        |